# Fiskalverwaltung

Übersicht Verwaltungshandeln

Fiskalverwaltung oder Privatwirtschaftsverwaltung ist das nicht-hoheitliche Verwaltungshandeln des Staates. Dabei tritt der Staat als ein dem Bürger gleichgestelltes Rechtssubjekt im Rechtsverkehr auf und erfüllt daher keine unmittelbaren öffentlichen Aufgaben gegenüber dem Bürger. Der Fiskus handelt also privatrechtlich, wie seine Bürger, zum Beispiel bei der Deckung seines eigenen Bedarfs. Man spricht in diesem Fall von einem fiskalischen Hilfsgeschäft.
Die Fiskalverwaltung steht somit im Gegensatz zur Hoheitsverwaltung.